# Nordland II
Nordland II – dwunasta płyta szwedzkiego zespołu muzycznego Bathory. Wydana 31 marca 2003 roku. Razem z poprzednim wydawnictwem, Nordland I, stanowi spójną całość i zawiera materiał nagrany podczas tej samej sesji. Ace "Quorthon Seth" Thomas Forsberg zagrał na wszystkich instrumentach z wyjątkiem perkusji. Partie perkusji zostały nagrane przez anonimowego przyjaciela Quorthona.

## Lista utworów
1. "Fanfare" – 3:36
2. "Blooded Shore" – 5:47
3. "Sea Wolf" – 5:26
4. "Vinland" – 6:39
5. "The Land" – 6:23
6. "Death and Resurrection of a Northern Son" – 8:30
7. "The Messenger" – 10:02
8. "Flash of the Silverhammer" – 4:09
9. "The Wheel of Sun" – 12:27
10. "Outro" – 0:24

## Twórcy
- Ace "Quorthon Seth" Thomas Forsberg – śpiew, gitara, gitara basowa, flet[3]
- The Boss – produkcja